# HD 40307 f
HD 40307 f es un planeta extrasolar que orbita la estrella HD 40307. Se encuentra a 42 años luz de distancia, en dirección a la constelación austral de Pictor. Fue descubierto mediante el método de velocidad radial, utilizando el aparato HARPS del Observatorio Europeo Austral, por un equipo de astrónomos dirigido por Mikko Tuomi, de la Universidad de Hertfordshire, y Guillem Anglada-Escudé, de la Universidad de Gotinga, Alemania. La existencia del planeta se confirmó en 2015.

## Características
Este planeta es el quinto planeta desde la estrella, a una distancia de aproximadamente 0.25 UA (en comparación con las 0.39 UA de Mercurio) con una excentricidad insignificante.
La masa mínima de HD 40307 f es 5.2 veces la de la Tierra, y los modelos dinámicos sugieren que no puede ser mucho mayor. Planetas como este en ese sistema se han considerado supertierras.
Aunque HD 40307 f está más cerca de la estrella que Mercurio del Sol, recibe ligeramente menos insolación que Mercurio debido a que su estrella anfitriona es más tenue que nuestra estrella anfitriona. Aun así, recibe más calor que Venus (como Gliese 581 c) y tiene mayor potencial gravitatorio que Venus. Además, se supone que los planetas b, c y d han migrado desde órbitas exteriores, y se predice que el planeta b es un subneptuno.